# Peter C. B. Phillips
Peter Charles Bonest Phillips, né le 23 mars 1948 à Weymouth (Angleterre), est un économètre, principalement connu pour ses travaux sur les tests de séries temporelles à racine unitaire. 
Il est constamment classé parmi les 10 économistes les plus influents du monde par ses publications scientifiques.

## Biographie
Scolarisé dans l'école Mount Albert Grammar School (en) à Auckland (Nouvelle Zélande), il finit ses études comme premier de sa classe en 1965. Il étudie ensuite à l'Université d'Auckland, puis reçoit en 1974 un Ph.D. de la London School of Economics sous la supervision de John D. Sargan.
Après son séjour à Auckland, il travaille à l'Université de l'Essex (1972-1975), puis devient professeur d'économétrie à l'Université de Birmingham (1976-1979). Il entre ensuite à l'université Yale où il devient Sterling Professor of Economics en 1989.
Il dirige de nombreuses thèses au cours de sa carrière.

## Publications
Ses publications ont fait l'objet de très nombreuses citations dans la littérature scientifique. Il est classé parmi les premiers économistes mondiaux selon Ideas/Repec.
L'article de Biometrika de 1988, Testing for a unit root in time series regression, a été cité 25 000 fois. Il explicite ce qui sera nommé le Test de Phillips-Perron pour les séries temporelles stationnnaires.

## Controverses scientifiques
En 1991, une controverse l'a opposé au futur prix Nobel d'économie Christopher A. Sims. 

## Distinctions
- Membre de l'American Academy of Arts and Sciences (élu en 1996)
- Membre correspondant de la British Academy (élu en 2008)

## Hommages
- En 1998, Phoebus Dhrymes (en) publie un livre qu'il dédie à Phillips : Time Series, Unit Roots, and Cointegration[6]
- En 2008 a lieu The Special 18th Meeting of the New Zealand Econometric Study Group IN HONOR OF PETER C.B. PHILLIPS qui fait l'objet d'un numéro spécial de la revue Econometric Theory[7]
- En 2012, le Journal of Econometrics lui dédie 2 Mélanges, avec le titre Recent Advances in Nonstationary Time Series: A Festschrift in honor of Peter C.B. Phillips[8].
- En 2014 est publié en Corée : Yoosoon Chang, Thomas B. Fomby et Joon Y. Park (éd.), Essays in Honor of Peter C. B. Phillips, Emerald Group Publishing, 2014
- En 2018 a lieu une YALE 2018 CONFERENCE IN HONOR OF PETER C.B. PHILLIPS qui fait l'objet d'un numéro spécial de la revue Econometric Theory[9]
- En 2020, la revue Econometric Reviews consacre 2 numéros en l'honneur de « Peter Charles Bonest Phillips, the Master Econometrician »[10]

## Vie privée
Il est marié avec Deborah J. Blood (1955-2008), avec laquelle il a eu 3 enfants. Elle l'a aidé dans ses travaux, et a été sa co-autrice pour deux articles rédigés à Yale.